# 太地町
太地町（たいじちょう）は、和歌山県東牟婁郡に属する町。紀南地域（東牟婁圏域）に属する。

## 概要

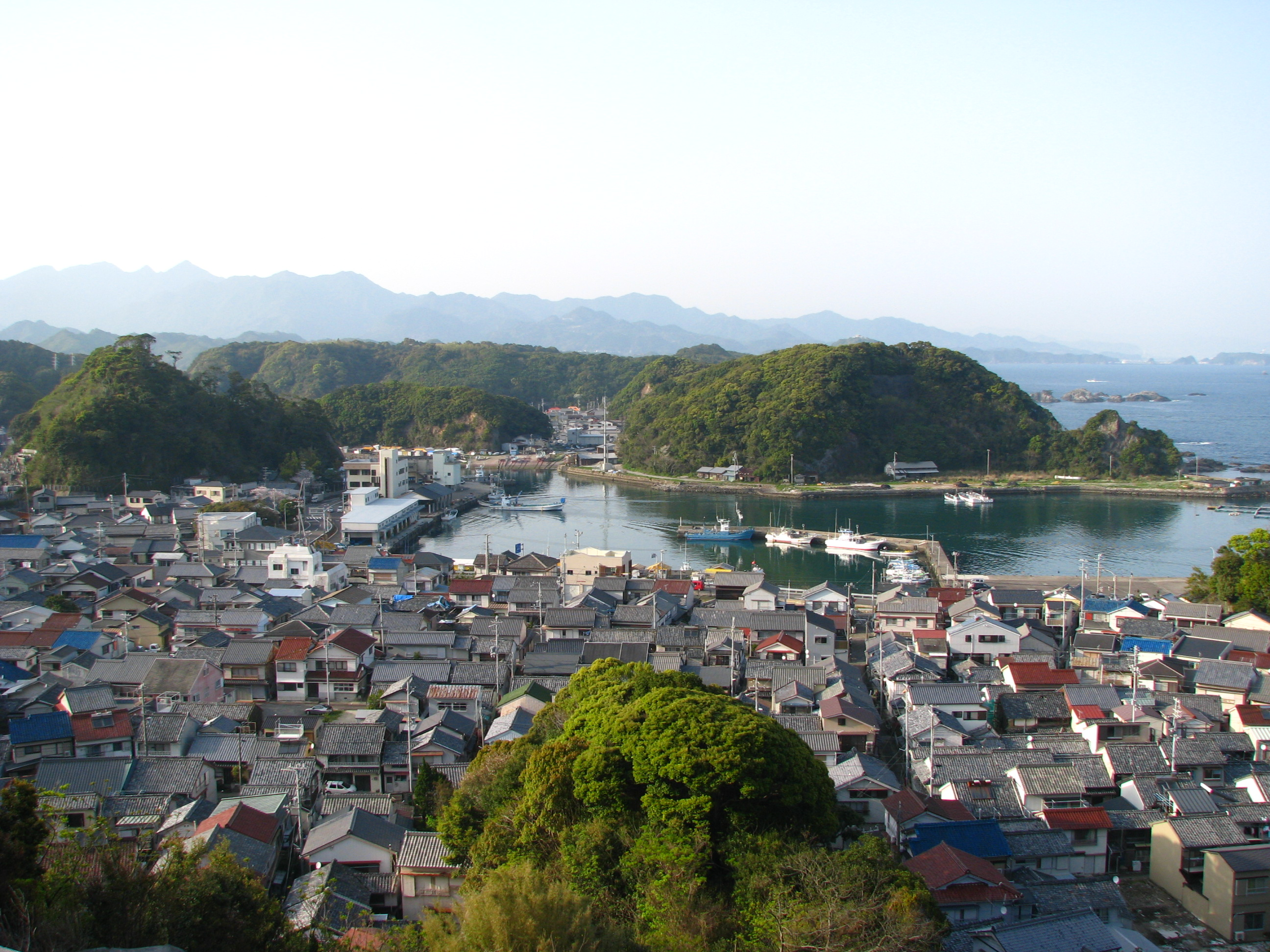
太地町中心部。右側に太平洋がある。

昔から捕鯨で全国的に知られた町であり、日本の古式捕鯨発祥の地と言われる。この町は周辺の町村が合併を繰り返す中、1889年（明治22年）に太地村と森浦村が合併した当時のまま残っているため面積が和歌山県で一番小さく、その全域が海と那智勝浦町に囲まれている。
なお、当町の北方にして那智勝浦町の南部、JR湯川駅附近の海岸に当たる場所には、当町の大字太地に属する小字夏山（なっさ）が飛び地として存在する。

## 地理

### 位置
太地町は熊野灘に突き出た二股の崎に位置しており、海岸線はリアス式、森浦湾と太地湾のため森浦・太地と2つの良港に恵まれた。
太地湾の奥には太地町の主集落太地があり、漁港の町として大規模な集落が発展している。森浦湾の奥にも森浦集落があるが、こちらは至って小規模なものである。

### 地形

#### 河川
主な川
- 与根子川

#### 海岸
- 熊野灘 - 今後発生が予測される南海トラフ巨大地震の際には、町内に最大8mの津波が到達することが予想されている[4]。

#### 湾岸
- 太地湾
- 森浦湾

### 気候
紀伊半島の南西部の南方に位置しており、気候は温暖である。

### 人口
2020年国勢調査では人口性比78.6となり、全国で最も女性の比率が高い市町村となった。
| |                                        |  |
| 太地町と全国の年齢別人口分布（2005年） | 太地町の年齢・男女別人口分布（2005年） |  |
| ■紫色 ― 太地町 ■緑色 ― 日本全国 | ■青色 ― 男性 ■赤色 ― 女性              |  |
| 太地町（に相当する地域）の人口の推移 \| 1970年（昭和45年） \| 4,566人 \| \| \| 1975年（昭和50年） \| 4,433人 \| \| \| 1980年（昭和55年） \| 4,539人 \| \| \| 1985年（昭和60年） \| 4,314人 \| \| \| 1990年（平成2年） \| 4,098人 \| \| \| 1995年（平成7年） \| 3,907人 \| \| \| 2000年（平成12年） \| 3,777人 \| \| \| 2005年（平成17年） \| 3,506人 \| \| \| 2010年（平成22年） \| 3,250人 \| \| \| 2015年（平成27年） \| 3,087人 \| \| \| 2020年（令和2年） \| 2,791人 \| \| |                                        |  |
| 総務省統計局 国勢調査より |                                        |  |
| 1970年（昭和45年） | 4,566人                                |  |
| 1975年（昭和50年） | 4,433人                                |  |
| 1980年（昭和55年） | 4,539人                                |  |
| 1985年（昭和60年） | 4,314人                                |  |
| 1990年（平成2年） | 4,098人                                |  |
| 1995年（平成7年） | 3,907人                                |  |
| 2000年（平成12年） | 3,777人                                |  |
| 2005年（平成17年） | 3,506人                                |  |
| 2010年（平成22年） | 3,250人                                |  |
| 2015年（平成27年） | 3,087人                                |  |
| 2020年（令和2年） | 2,791人                                |  |

### 隣接自治体
和歌山県
- 東牟婁郡那智勝浦町

## 歴史

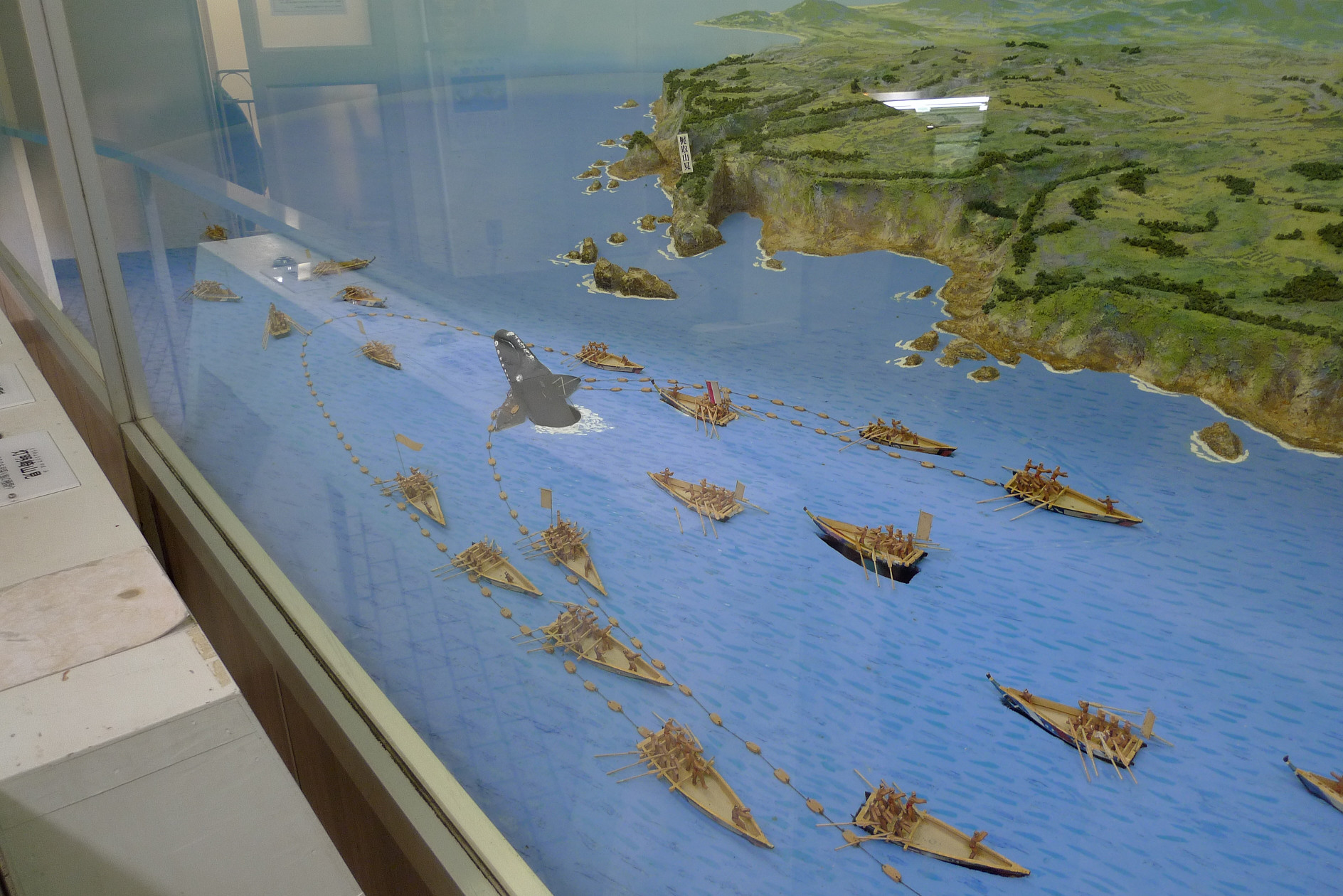
網取法による捕鯨の復元模型（くじらの博物館蔵）

### 沿革
- 1606年（慶長11年） - 網取法による組織的な古式捕鯨がはじまる。
- 1677年（延宝5年） - この年の太地の世帯数は257戸という記録[5]。
- 1878年（明治11年）12月24日 - 悪天候下の捕鯨で捕鯨船団が全滅する大背美流れが起こる[6][7][8]。以後、洋式捕鯨へ徐々に切り替わり、漁閑期のてんと船による小型鯨類の突き獲り漁へと移行する[9]。
- 1879年（明治12年）1月20日 - 郡区町村編制法の和歌山県での施行により、牟婁郡太地村・森浦村が東牟婁郡の所属となる。
- 1889年（明治22年）4月1日 - 町村制の施行により、太地村・森浦村の区域をもって太地村が発足。
- 1899年（明治32年）7月 - 追い込み漁で61頭のゴンドウクジラを捕獲[10]。
- 1903年（明治36年） - 太地出身の前田兼蔵により、アメリカ式捕鯨を元にした連装銃である前田式捕鯨銃が発明される[11]。
- 1904年（明治37年） - 捕鯨銃「前田式五連発銃」が完成。イルカ突き取り漁に使われるテント（天渡）船に装備されるようになる[12]。
- 1906年（明治39年） - この年の政府あて報告書で追い込み漁（寄せ物漁）の起源が不明なことが記載される[13]。
- 1912年（大正2年） - テント船の動力化が順次進み、前田式五連発銃や手銛をもちいた突き取り漁によるゴンドウクジラの漁獲高は1931年まで毎年500頭コンスタントに捕獲と記録に残る[14]。10隻以上のテント船が操業する[11]。
- 1925年（大正14年）4月1日 - 太地村が町制施行して太地町となる。
- 1933年（昭和8年） - 長谷川熊蔵が捕鯨砲を搭載したテント船「勇幸丸」を竣工し、ミンククジラを捕獲するミンク船のルーツとなる[15]。小型鯨類の追い込み漁により太地町から初めて水族館向けに出荷[9]。
- 1936年（昭和11年） - 阪神水族館（現・甲子園阪神パーク）に漁で捕ったゴンドウクジラを搬入[9]し話題になる[16][注釈 1]。
- 1961年（昭和36年）- 極洋捕鯨（現・極洋）が捕鯨基地を開設する。採算割れで1965年に操業停止。テント船やミンク船（小型捕鯨船）による捕鯨も低迷する[17]。
- 1968年（昭和43年） - くじらの博物館のために生態捕獲をするためのイルカ追い込み漁を最後のテント船「勝丸」が中心になり、富戸からハツオンキ（伊豆半島で使われていた音響でイルカを誘導する道具、太地では改良され「鉄管」となる）の技術などの協力を得て、翌年12年ぶりに追い込み漁を成功させる[18]。
- 1969年（昭和44年） - くじらの博物館開設[19]。
- 1981年（昭和56年） - 明治時代の町出身の日本人移民がブルームの経済発展に貢献したことにより姉妹都市提携
- 2006年（平成18年） - 古式捕鯨400年記念。
- 2006年（平成18年）10月29日 - 世界で初めて腹びれのあるイルカ（はるか）を生体で捕獲。2013年まで展示を行う。
- 2013年（平成25年） - 森浦湾鯨の海構想。小型のクジラ目の牧場兼研究施設の開設に向けて調査が開始される[20][21]。
- 2016年（平成28年） - 新宮市、那智勝浦町、串本町と申請していた「鯨とともに生きる」が日本遺産に認定される。

### 捕鯨の歴史
太地における捕鯨の歴史は、1606年（慶長11年）に和田家一族（豪族）の和田頼元が外来の漁師などと共に原始的な捕鯨技術の開発を行い、太地浦を拠点として組織的な捕鯨を行ったのが始まりで、和田一族を中心として5つの刺手組という捕鯨団体のようなものが形成されていた。その後、1675年（延宝3年）に三代目の和田頼治が鯨を網に追い込んでとる網捕法（網掛突捕法）という方法を発明すると、今度は和田一族統制の下太地村一村で大きな鯨方を形成するに至った。捕鯨の成功で、寛文年間（1661年-1672年）に130戸だった太地の世帯数は、5年後の1677年（延宝5年）には257戸、貞享年間（1684年-1687年）には471戸に急増した。最盛期には日雇いを除く常勤の「定抱え」だけで300人-500人もおり、漁期には最大で1,000人にもなる捕鯨従事者を擁し、これが200年近く続いた。太地では親子鯨を捕らないという独特の習慣もあった。しかし、幕末になると日本列島近海に到達したアメリカ合衆国の捕鯨船による乱獲が原因で、急速に鯨の数が減少。陸上から鯨を探し出漁範囲も沿岸に限定される網取法は捕獲頭数に限界があった。1878年（明治11年）に悪天候下の捕鯨により百名以上の行方不明者および死者を出す大背美流れが起こったため、この鯨方も崩壊した。
太地が再び捕鯨の町となるのは25年ほど経った日露戦争後のことである。近代的な大資本による捕鯨基地として多くの船で賑わい、鯨体の処理場や鯨を缶詰にする工場もでき、太地は再び捕鯨産業が盛んになった。また、南氷洋などの母船式捕鯨の乗組員としても、多くの太地町の出身者が活躍した。小型鯨類のゴンドウクジラなどを対象とし、捕鯨銃を使う沿岸捕鯨も明治時代の末には非常に盛んになった。ゴンドウクジラ漁はテント（天渡）船（動力式の小型キャッチャーボート）動力は小型焼玉エンジンを利用した捕鯨銃や銛による突き取り漁となり、また北日本沖でミンククジラを対象として操業する沿岸捕鯨の拠点でもあった。しかし遠洋捕鯨は、資源の枯渇などから国際捕鯨委員会 (IWC) を中心とした規制が進み、最終的には商業捕鯨モラトリアムにより、資源状態に関わらず全面停止となった。これにより1988年には太地でも、沿岸のミンククジラ漁を含むヒゲクジラ商業捕鯨が中断されるに至った。以後は、捕鯨砲を用いてゴンドウクジラ類やツチクジラを捕獲する小型捕鯨業と、追い込み網漁などの「いるか漁業」だけが行われ、また、追い込み網漁に関しては他地域での衰退もあり、太地は、日本国内で大規模な追い込み網漁が残った唯一の町となった（ここで言う「いるか」はゴンドウクジラやイルカなどの「小型鯨類」を指す）。また、かつては頻繁に行われた小型鯨類の突きん棒漁業も現在はごくわずか行われる。また当地に、日本で最後に残るイルカの追い込み網漁が、他国から動物福祉の観点から非人道的と批判を受けることもあったが、日本国政府はイルカ漁は日本の伝統文化だと説明し、2014年に閣議決定した。

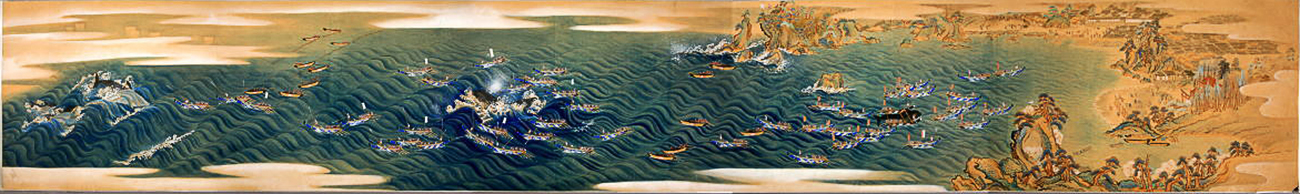
『古式捕鯨蒔絵』、太地（鯨の博物館蔵）

## 政治

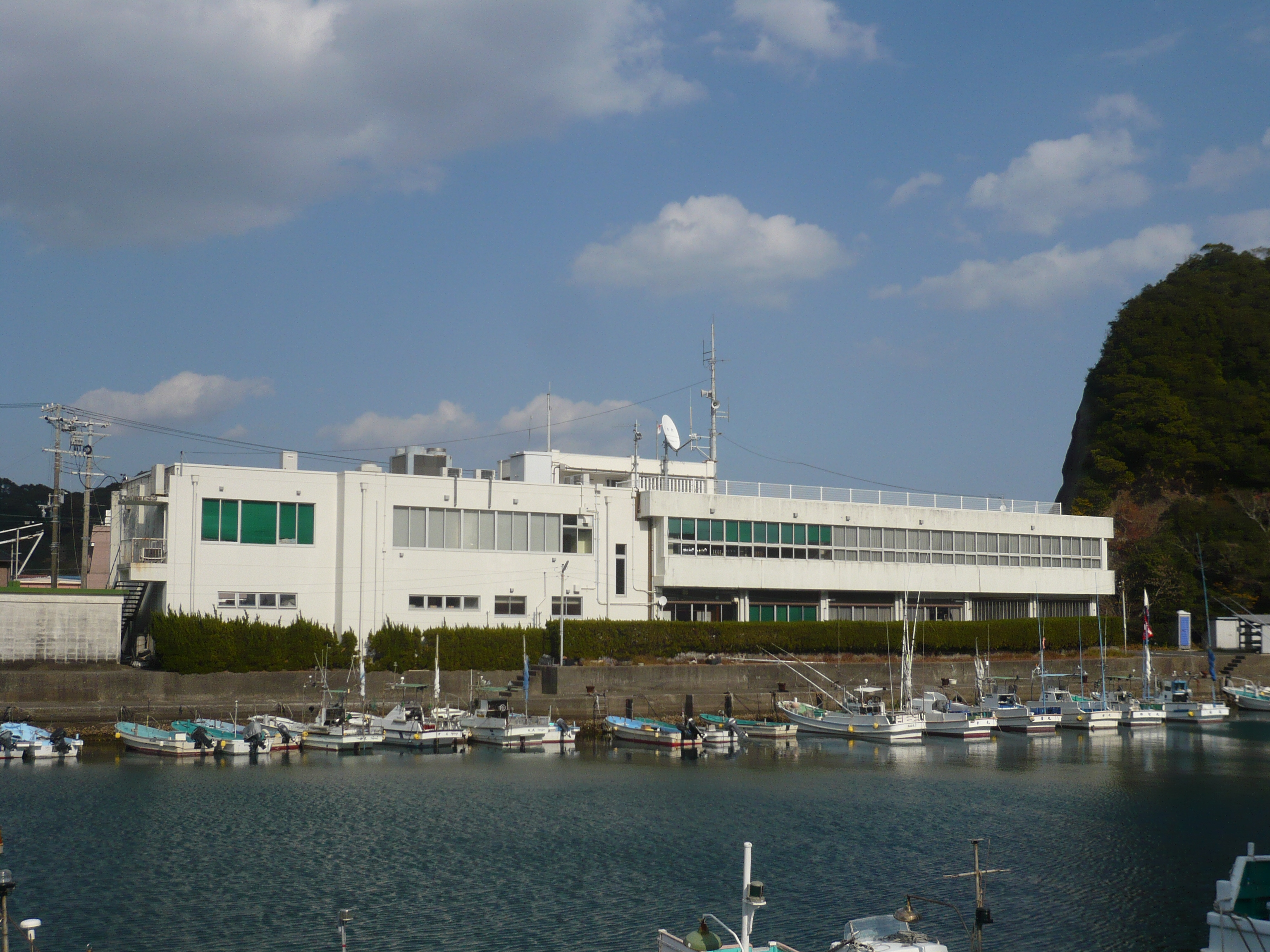
太地港側から見た太地町役場

### 行政

#### 町長
- 太地町長：三軒一高（2004年8月8日就任 6期目）

### 議会

#### 町議会
太地町議会
- 議員定数11人
- 議長：福田忠由(令和3年8月18日現在)

### 追い込み漁に関する議論

#### 反捕鯨団体の議論とその対策
2009年8月22日、太地町でのイルカ追い込み漁を批判的に描いたドキュメンタリー映画『ザ・コーヴ』が公開された。
太地町側は科学的根拠に基づいておらず、町の歴史や誇りを傷つける不当な行為であると映画を批判した。
また、反捕鯨団体「シーシェパード」が活動家を常駐させており、漁業の妨害行為を行っている。
和歌山県の仁坂吉伸知事はシーシェパードの挑発に乗らず、冷静に対応する漁民の姿勢を称賛した。
シーシェパードは、器物損壊・暴行事件などの違法行為も起こしており、和歌山県警察は反捕鯨団体の活動に備えるため臨時交番を開設し、違法行為を取り締まる姿勢を見せている。
また県警と第五管区海上保安本部は反捕鯨団体の違法行為に対応するため合同で訓練を実施している。
駐日米大使によるイルカ追い込み漁反対声明
キャロライン・ケネディ駐日米大使が2014年1月18日にイルカ追い込み漁について「アメリカ政府はイルカの追い込み漁に反対します。イルカが殺される追い込み漁の非人道性について深く懸念しています。」とツイッターに書き込みを行い、日本では大きな反発を呼んだ。
日本のインターネットでは、「外国人が日本の文化に口出しをするな」、「牛や豚、魚を殺すことは冷酷ではないんですか？」、「私はクジラを食べませんが、他国の文化は尊重すべきです」、「日本の文化への敬意を欠いている」などのケネディへの怒りの反応が多数あった。
在日米大使館のシェイ報道官は、「ケネディ大使は米国内から追い込み漁に反対する何百というツイート（書き込み）を受け取り、自分のツイッターに書き込むことを決めた」と事情を説明した。米政府は2009年には、追い込み漁が「イルカの生息数不足を招く」こと（実際は太地町の漁獲ではそういう科学的な事実は無いが）などを理由にして、漁を「支持しない」立場を取るようになっており、ハーフ米国務省副報道官は1月21日、（ケネディ大使のツイートは個人的意見かという推測があったため）「米政府の長年の見解を表現したものだ」とし、「生物資源の持続可能性と道義性の両面で懸念している」と表明した。
テンプル大日本校のクリーブランド准教授は、ケネディ大使はイルカ漁を取り上げることで、日本に対する他国からの懸念についてもっと日本が配慮する必要があることを日本に伝えたかったのではないかとの見解を示した。
大使の声明への反論
ケネディ大使のツイート（書き込み）には日本からすぐに、また、官民から多くの反論（反応）があった。菅義偉官房長官は速やかに談話を公表し、「イルカを含む鯨類は重要な資源であり、科学的根拠に基づき、持続的に利用すべきと考えている。また、イルカ漁業は我が国の伝統的な漁業のひとつで、法令に基づき適切に実施されていると考えている。また、イルカは国際捕鯨委員会（IWC）の管理対象外であり、各国が自国の責任で管理を実施することにしている」と米政府に理解を求める見解を出した。
安倍晋三首相はCNNのインタビューに応じ、「古来続いている漁で、彼らの文化、慣習として、生活のためだということを理解してもらいたい」、また、「それぞれの国、地域には、祖先から伝わるさまざまな生き方、慣習、文化がある。当然そうしたものは尊重されるべきだと思うが、同時にさまざまな批判があることも承知している」、そして、「漁の仕方も相当工夫されていると聞いている。漁も漁獲方法も厳格に管理されている」などと述べた。
イルカ追い込み漁が唯一行われている当地、太地町の三軒一高町長は、地元の漁師たちは漁業権を行使しているだけだと述べたうえで、絶滅の危機にある動物を捕獲しているわけではないとし、「われわれは住民を批判から守る必要がある」と述べ、更に、シー・シェパードは資金集めや宣伝のために追い込み漁を利用していると非難の声をあげた。
映像ジャーナリストで和歌山大学特任のサイモン・ワーン助教（オーストラリア出身）は「本当に生命を守るとは、（『ザ・コーヴ』のような）センセーショナルな映像を作って流すことでない。生き物に感謝して生かされていることに感謝すること。太地にはそういう文化が伝わっている」、また、「捕鯨は太地で連綿と受け継がれてきた技術。油を取って捨てるようなことはせず、必要数だけを捕り、全ての部位を使い無駄にしない。太地の捕鯨こそ、環境に配慮した持続可能な漁」と話している。
尚、当のケネディ大使はこういった賛否両論について、論争が行われるのは健全なことであるとコメントしている。
日本政府の閣議決定
2014年2月25日、日本政府は閣議で、アメリカのケネディ駐日大使が反対している日本のイルカ漁に関し、「わが国の伝統的な漁業の一つであり、法令に基づき適切に実施されている」との答弁書を決定した。内容は「政府はイルカを含む鯨類は重要な水産資源で、科学的根拠に基づき持続的に利用すべきだ」と記したうえで、「引き続きイルカ漁業に対する国際的理解を得られるように努力していく」とした。
住民の水銀濃度
食物連鎖によってメチル水銀がクジラ、イルカなどの海洋哺乳動物で濃縮されることが知られている。2010年、太地町からの要請を受けて、環境省の国立水俣病総合研究センターは、毛髪水銀濃度測定によるメチル水銀摂取状況および健康の影響に関する調査を実施した。国内14地域と比べ、毛髪水銀濃度は明らかに高く、世界保健機関 (WHO) の安全基準値を上回る者も43人いた。クジラ類の摂取との関連性が示唆されたが、健康への影響そのものは認められなかった。その後、2012年にも調査を行い、所長の安倍重一が健康に問題ない旨の宣言を行った。センターは引き続き、胎児への影響を含めて調査を続ける方針である。

## 経済
2010年のデータでは

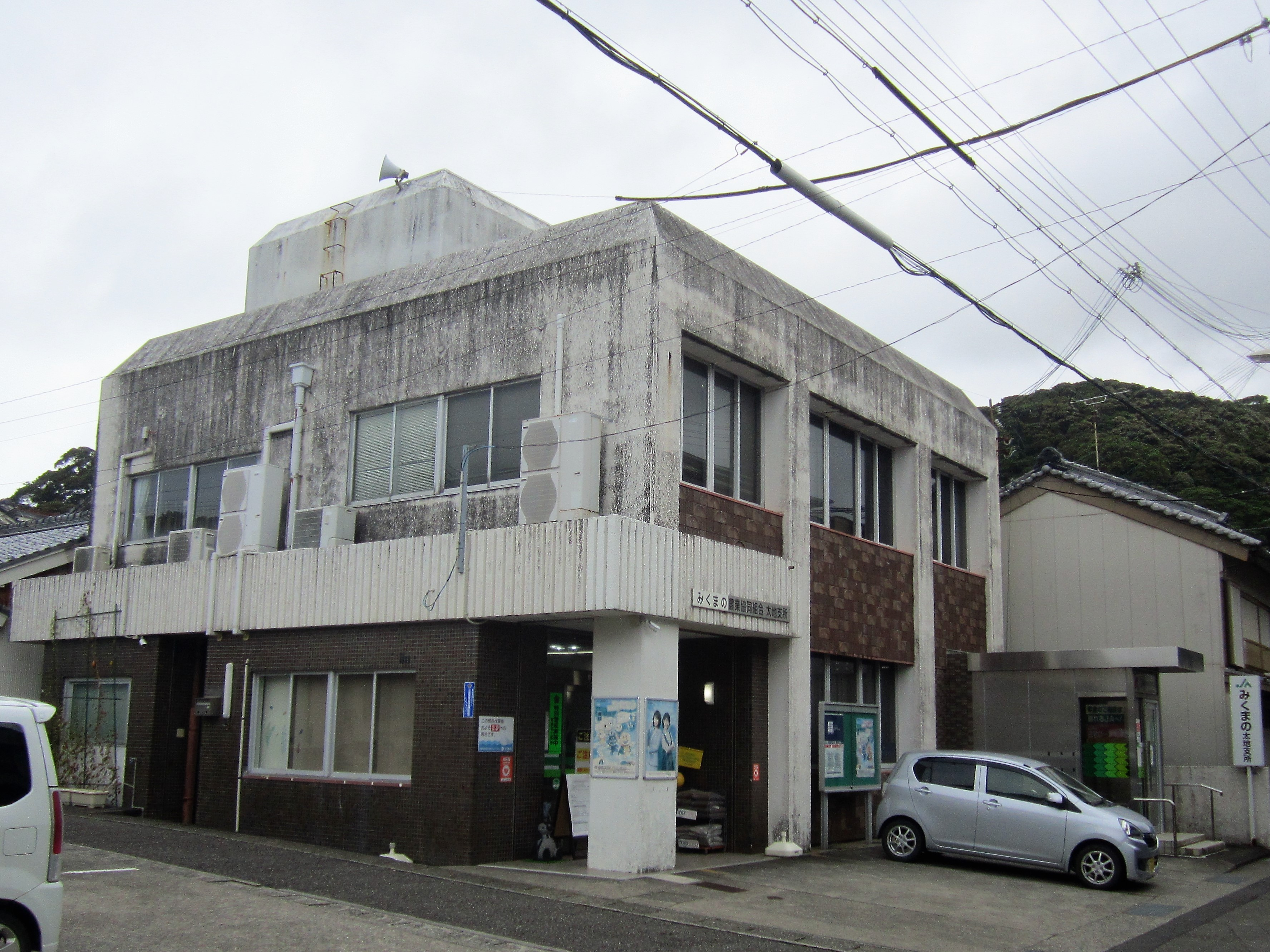
JAみくまの太地支所

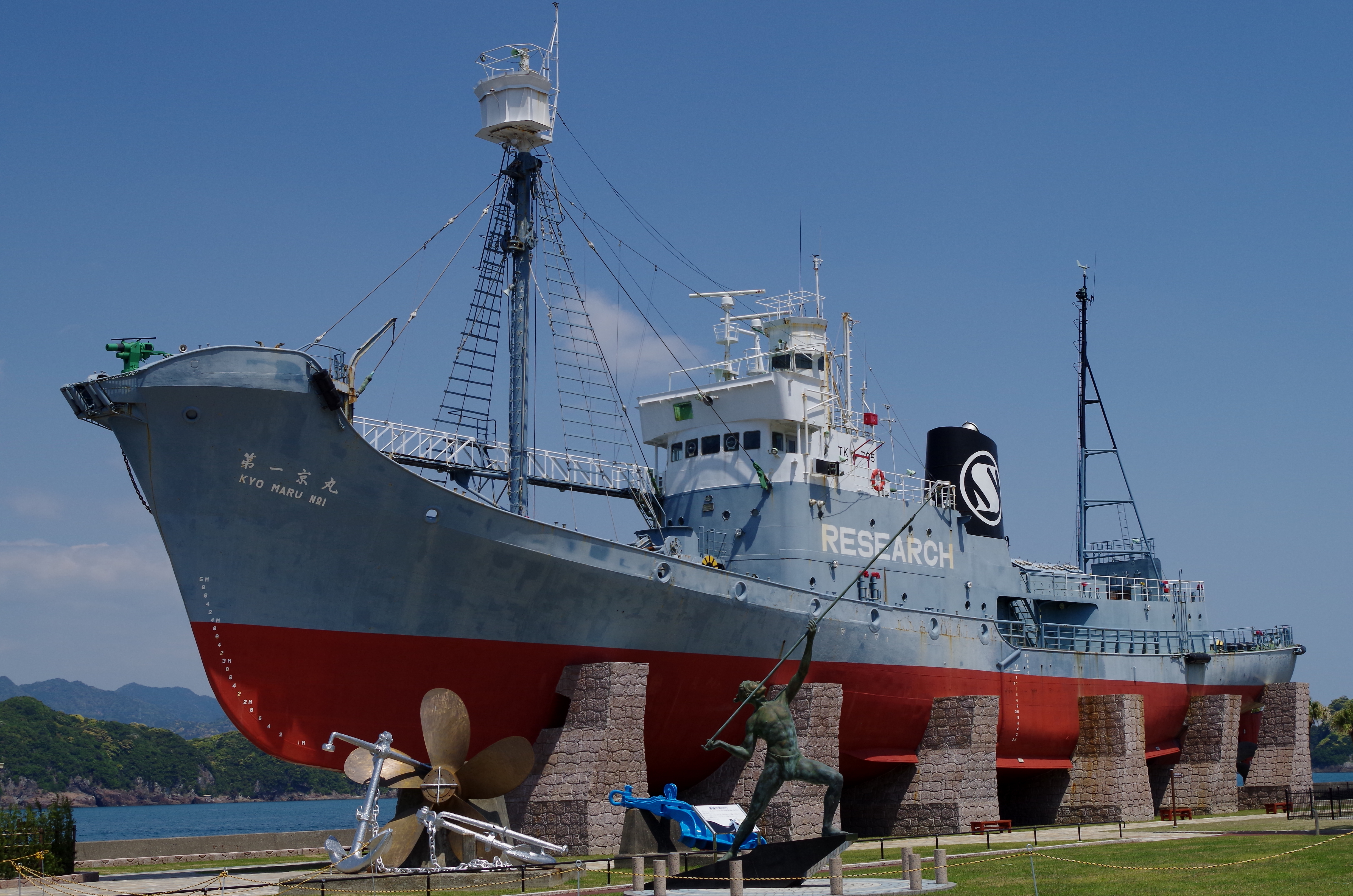
捕鯨船第一京丸と刃刺しの像

- 第1次産業就業者数は99名、第2次産業就業者数は183名、第3次産業就業者数は1,072名である。

### 第一次産業

#### 農業
農業協同組合
- みくまの農業協同組合（JAみくまの）太地支所

#### 漁業
漁業協同組合
- 太地いさな組合

捕鯨
くじらの町である。古来から捕鯨が盛んな地域であり、ゴンドウクジラなどを対象にした沿岸捕鯨が行われる。町の税収の3割は捕鯨からである。
他、毎年の夏には「いけす」を設置して観光客がハナゴンドウなどの小型鯨類と泳げるようにするなど、捕鯨以外のクジラ資源の活用を行う。また2010年代から、森浦湾を仕切って小型のクジラ目を放し飼いにし、観光客の誘致や鯨類の学術研究などに活用したり、古式捕鯨を伝える施設の建設などの「森浦湾鯨の海」構想が動いている。
水族館販売用など鯨類の生体販売に取り組む。国立研究開発法人「水産総合研究センター」の統計によると、太地町では2009年9月から14年8月までの間に760頭の生きたイルカが販売された。また、財務省の貿易統計によれば、日本の輸出頭数は354頭、輸出先は12カ国であり、その殆どが太地産であると共同通信は推測した（匿名の水産庁関係者の話は、ほぼ全てが太地町で捕獲されたと推察するにとどまり、全ての数値が太地産かは判らないものである）。

## 施設

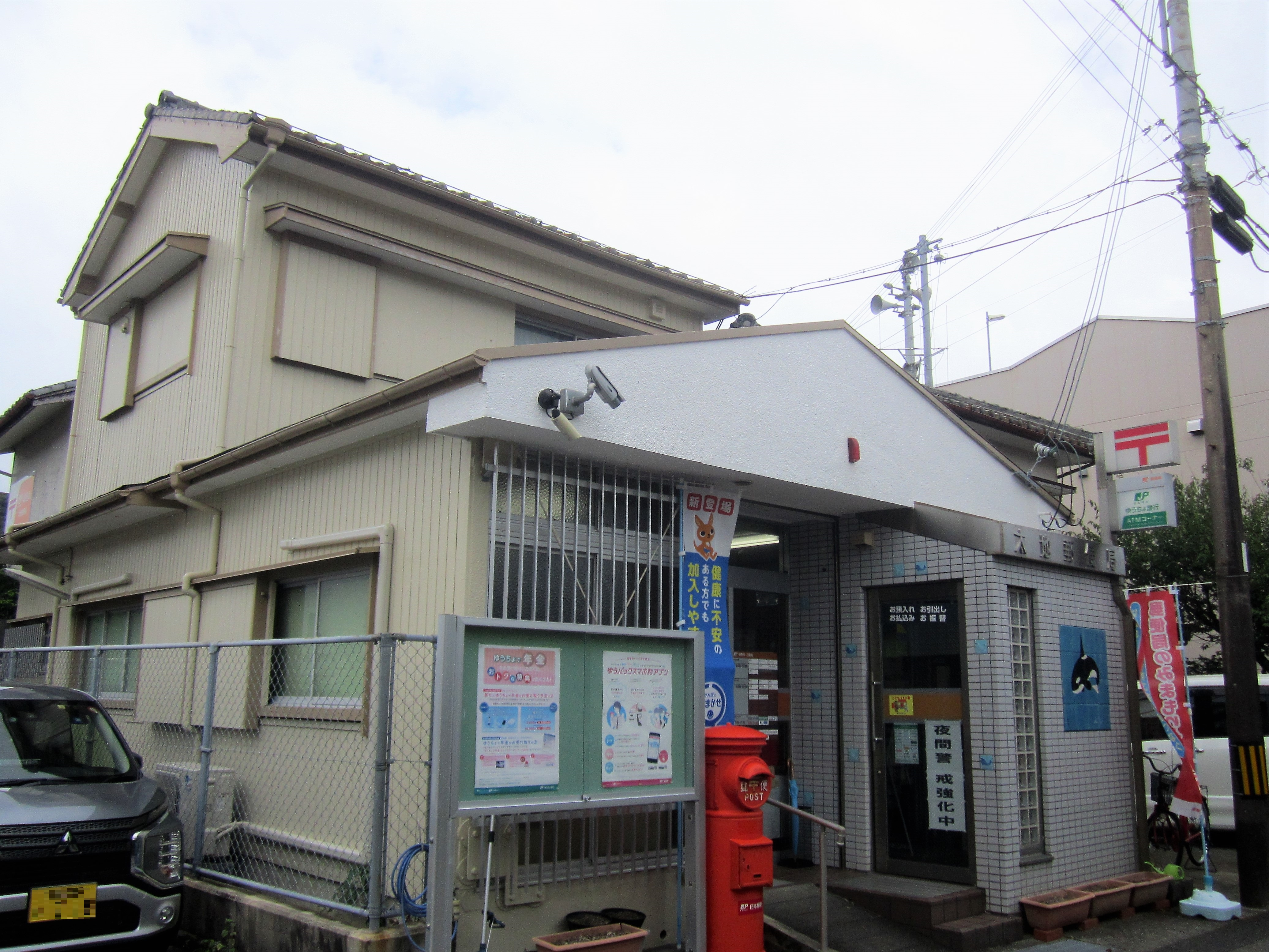
太地郵便局

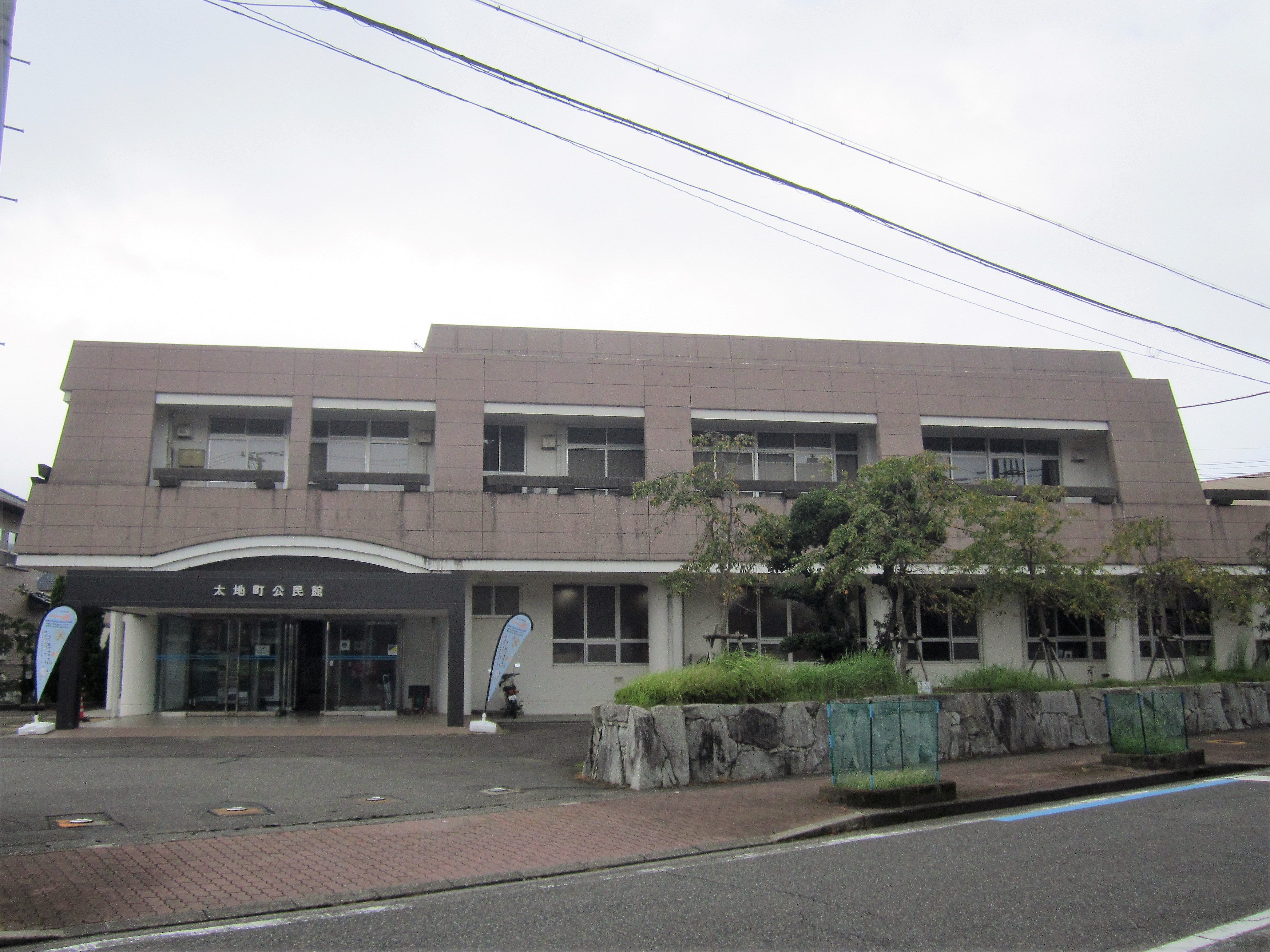
太地町公民館

### 警察
本部
- 和歌山県警察 新宮警察署

駐在所
- 太地警察官駐在所（太地町太地）

臨時交番
- 太地町臨時交番（太地町太地） - 反捕鯨団体などへの対策としてイルカ漁の季節（9月 - 2月）に合わせて2011年（平成23年）から毎年設置される[54]。

### 消防
太地町が管轄区域の消防本部は存在しない。最寄りの消防本部は、那智勝浦町消防本部である。

### 医療
主な病院

### 郵便局
町内郵便番号
- 「649-5371」＝太地（3772 - 3904番地）
- 「649-5171」＝太地（その他）
- 「649-5172」＝森浦

集配業務はいずれも紀伊勝浦郵便局（東牟婁郡那智勝浦町築地）が担当している。
主な郵便局
- 太地郵便局（太地） - ゆうちょ銀行ATMのホリデーサービス実施局（2011年6月時点）

### 集会施設
- 太地町公民館

## 姉妹都市・提携都市

### 海外
姉妹都市
- ブルーム（オーストラリア連邦 西オーストラリア州）
  - 1981年（昭和56年）5月7日 - 姉妹都市締結。

太地町とブルーム市の関係は、日本がブルーム市の真珠養殖産業の基盤づくりに協力していた20世紀初頭にまで遡ることができ、日本人墓地がある。
- クラクスヴィーク（デンマーク王国 フェロー諸島 ボルウォイ島）
  - 2018年（平成30年）1月19日 - 同じく捕鯨の町として姉妹都市提携[56]。

### 国内
- 白馬村（中部地方 長野県 北安曇郡）
  - 1984年（昭和59年）10月31日 - 姉妹都市提携。

## 教育

### 中学校
町立
- 太地町立太地中学校

### 小学校
町立
- 太地町立太地小学校

## 交通

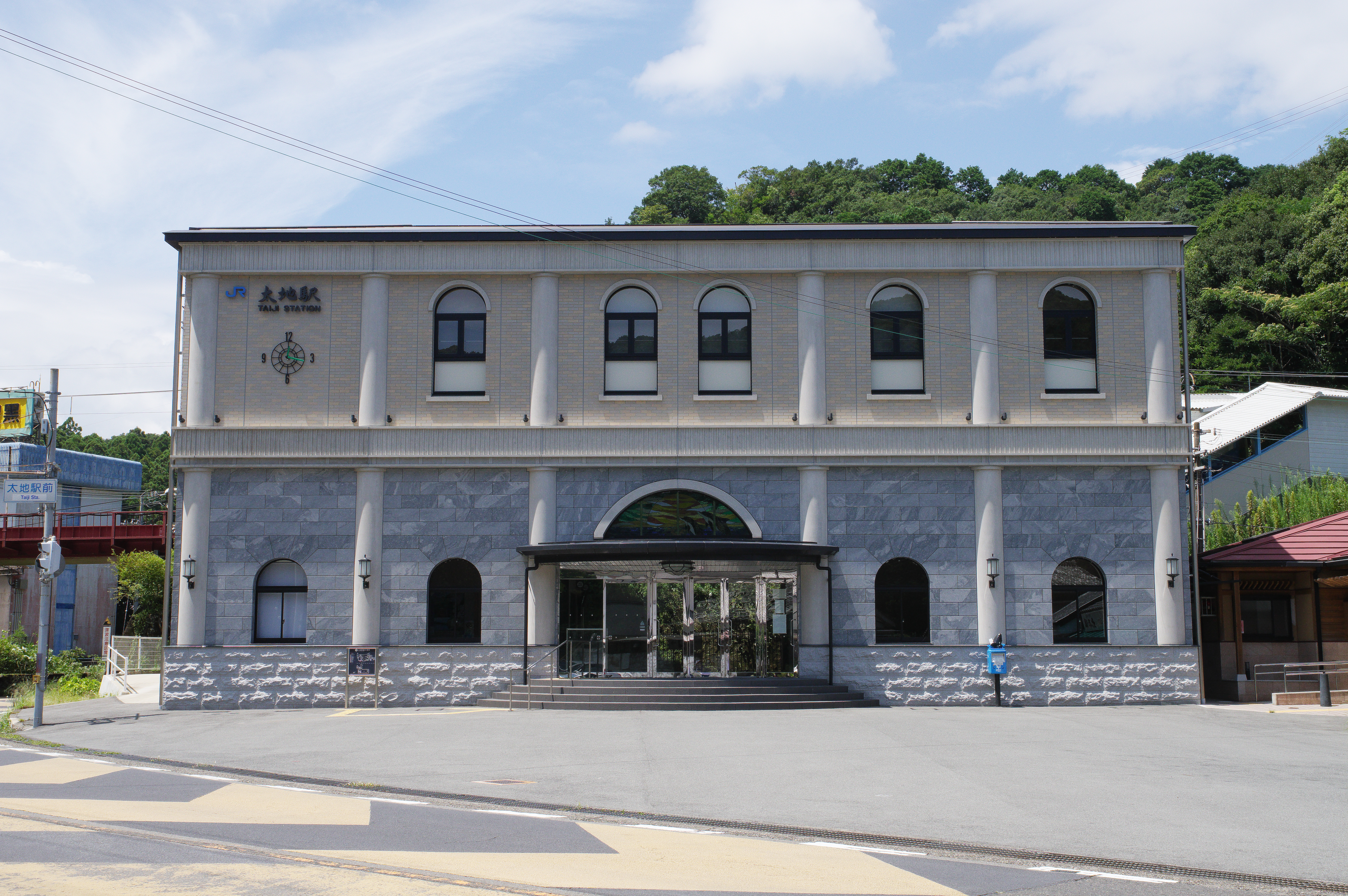
太地駅

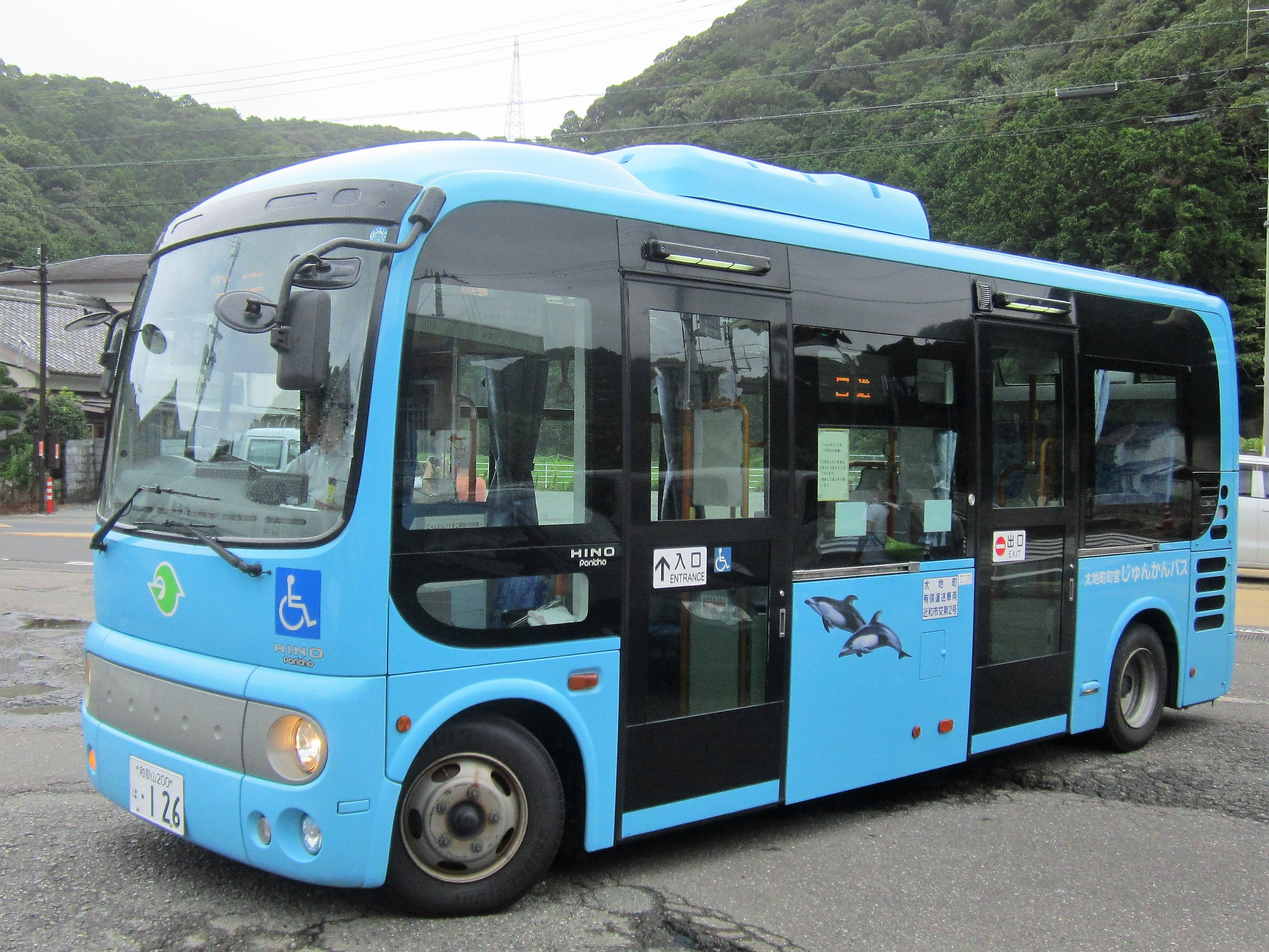
太地町町営じゅんかんバス

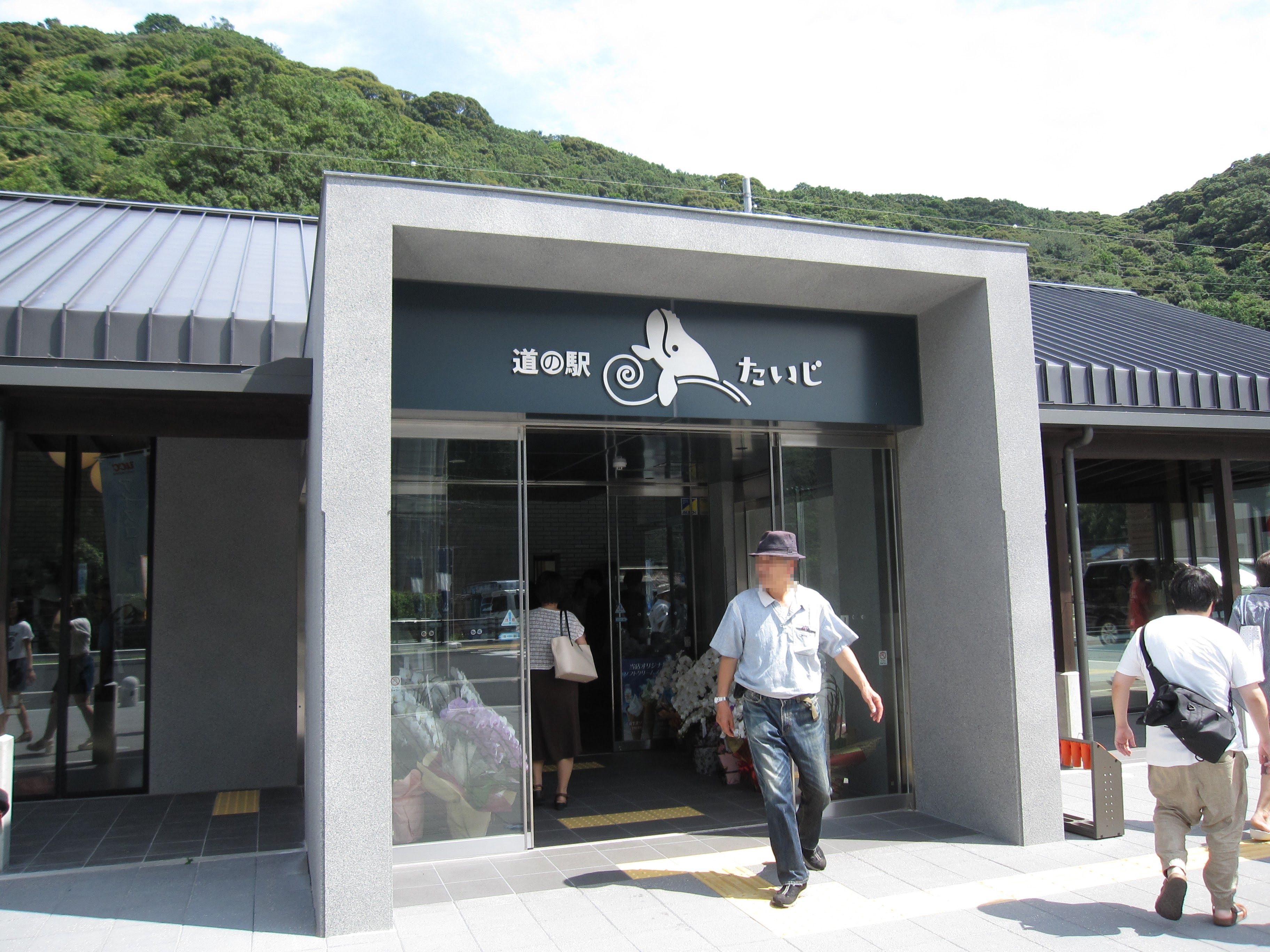
道の駅たいじ

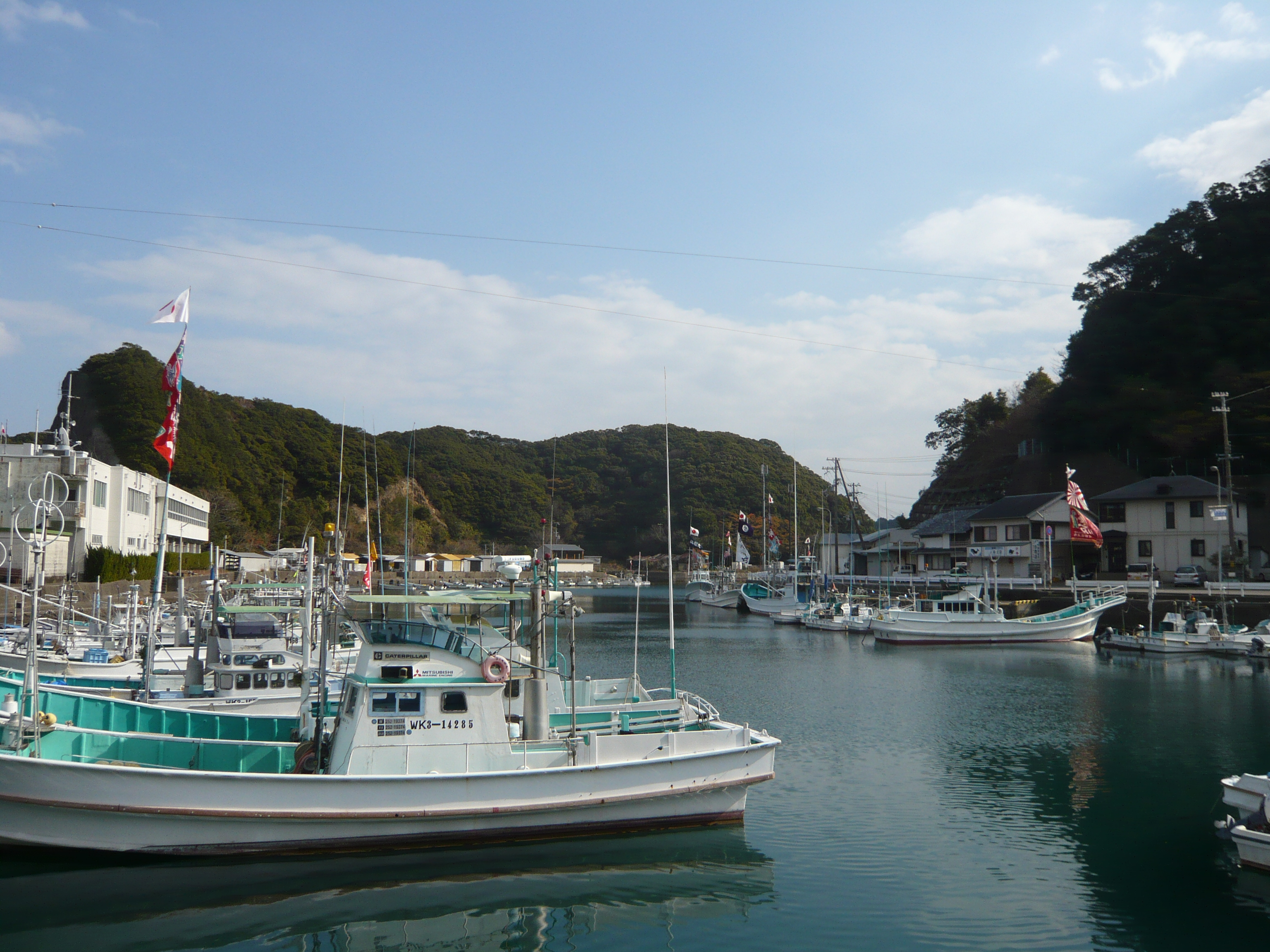
太地漁港

### 鉄道
町内には西日本旅客鉄道（JR西日本）紀勢本線（きのくに線）が走っている。代表駅は太地駅で、太地町にある唯一の駅である。全ての普通列車と特急列車が停車する。無人駅である。太地駅は森浦集落のはずれに位置し、太地の中心部へは太地町営のバス（太地町町営じゅんかんバス）が出ている。小字夏山地区には紀勢本線は通るが駅はない（最寄り駅は湯川駅）。

#### 鉄道路線
西日本旅客鉄道（JR西日本）
- 紀勢本線：（那智勝浦町） - 太地駅 - （那智勝浦町）

### バス

#### 路線バス
- 太地町町営じゅんかんバス

### 道路

#### 高速道路
- E42近畿自動車道紀勢線
  - 串本太地道路：（太地IC（仮称））

所在地は那智勝浦町である。

#### 国道
- 国道42号

#### 県道
- 和歌山県道239号太地港下里線
- 和歌山県道240号梶取崎線

### 道の駅
- 道の駅たいじ

### 航路

#### 港湾
- 太地港

## 観光

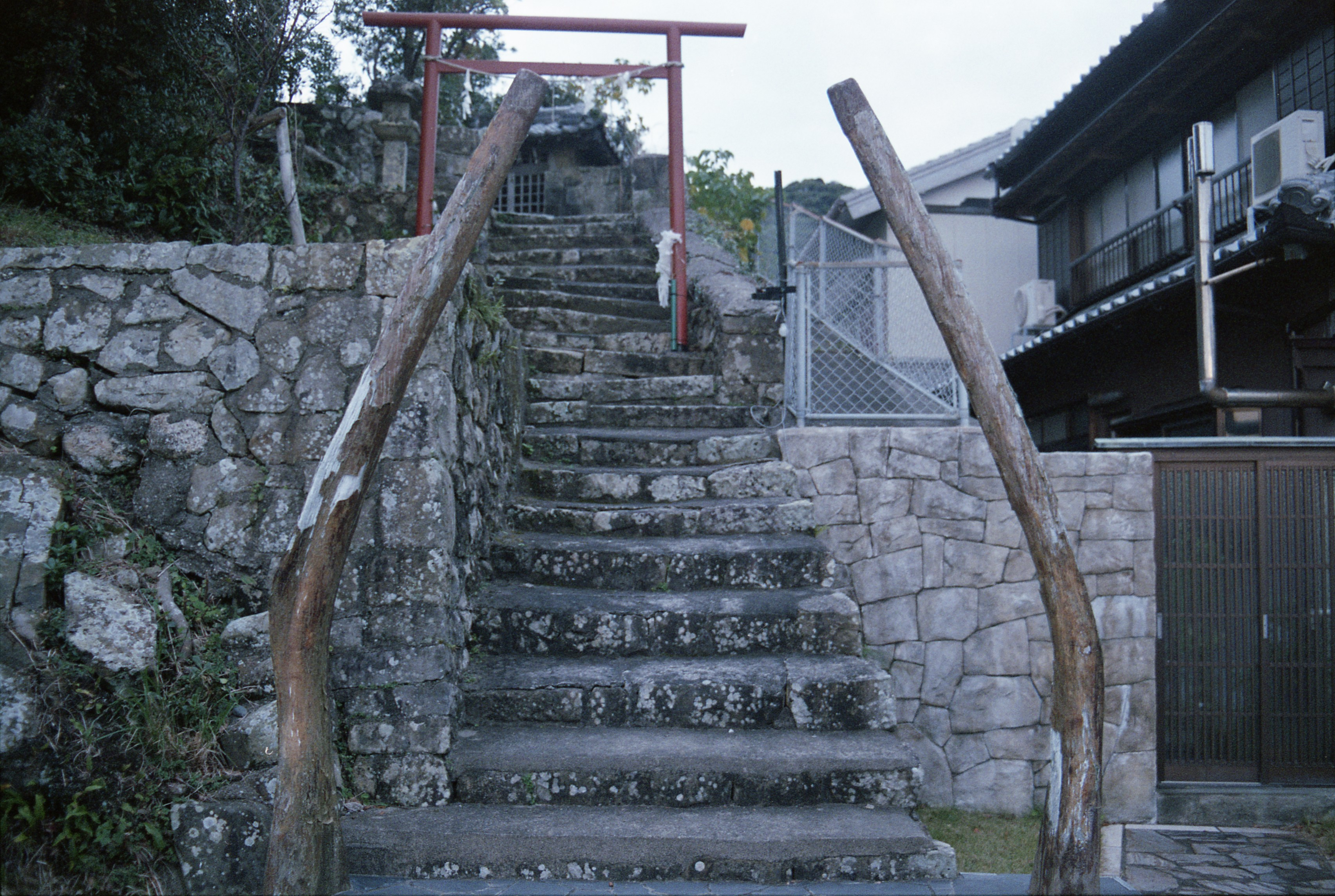
鯨骨鳥居

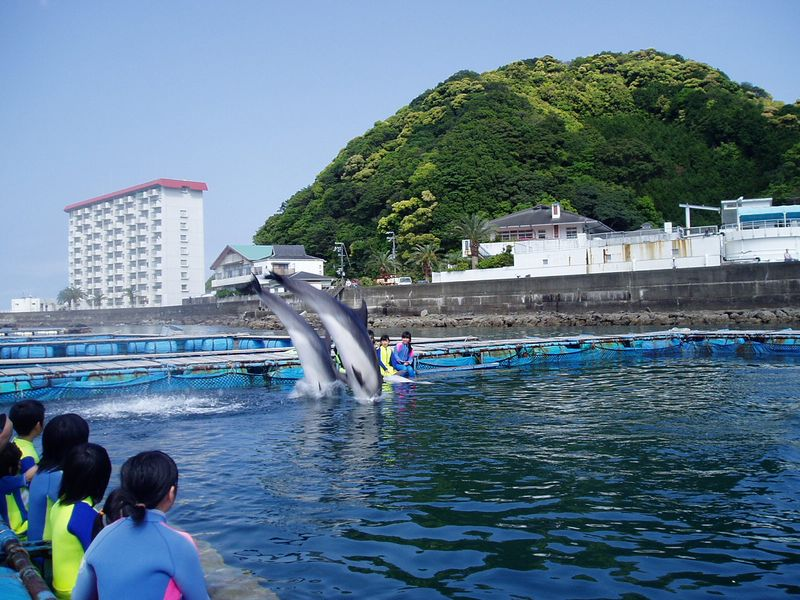
ドルフィン・ベース（2006年5月）

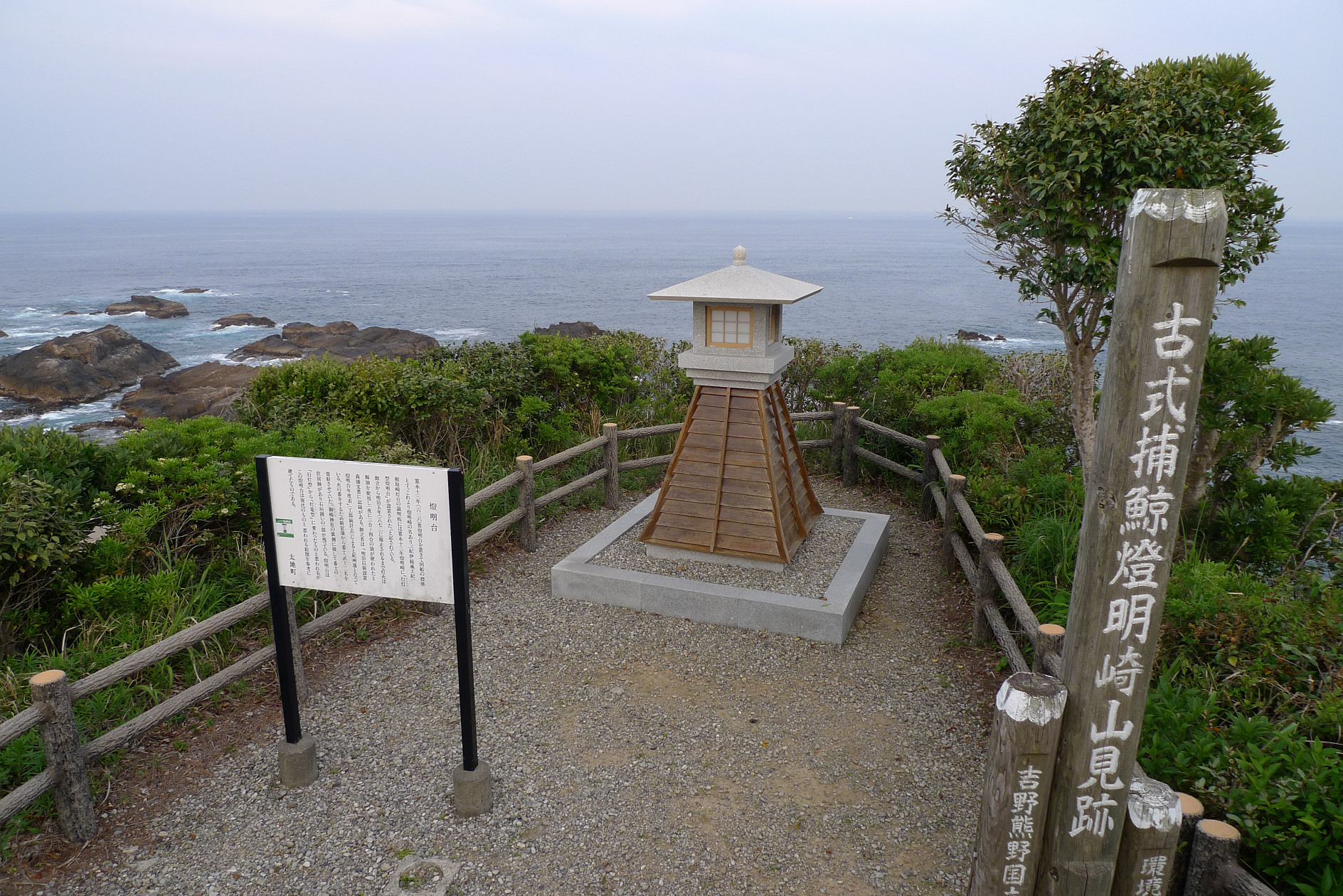
燈明崎山見台

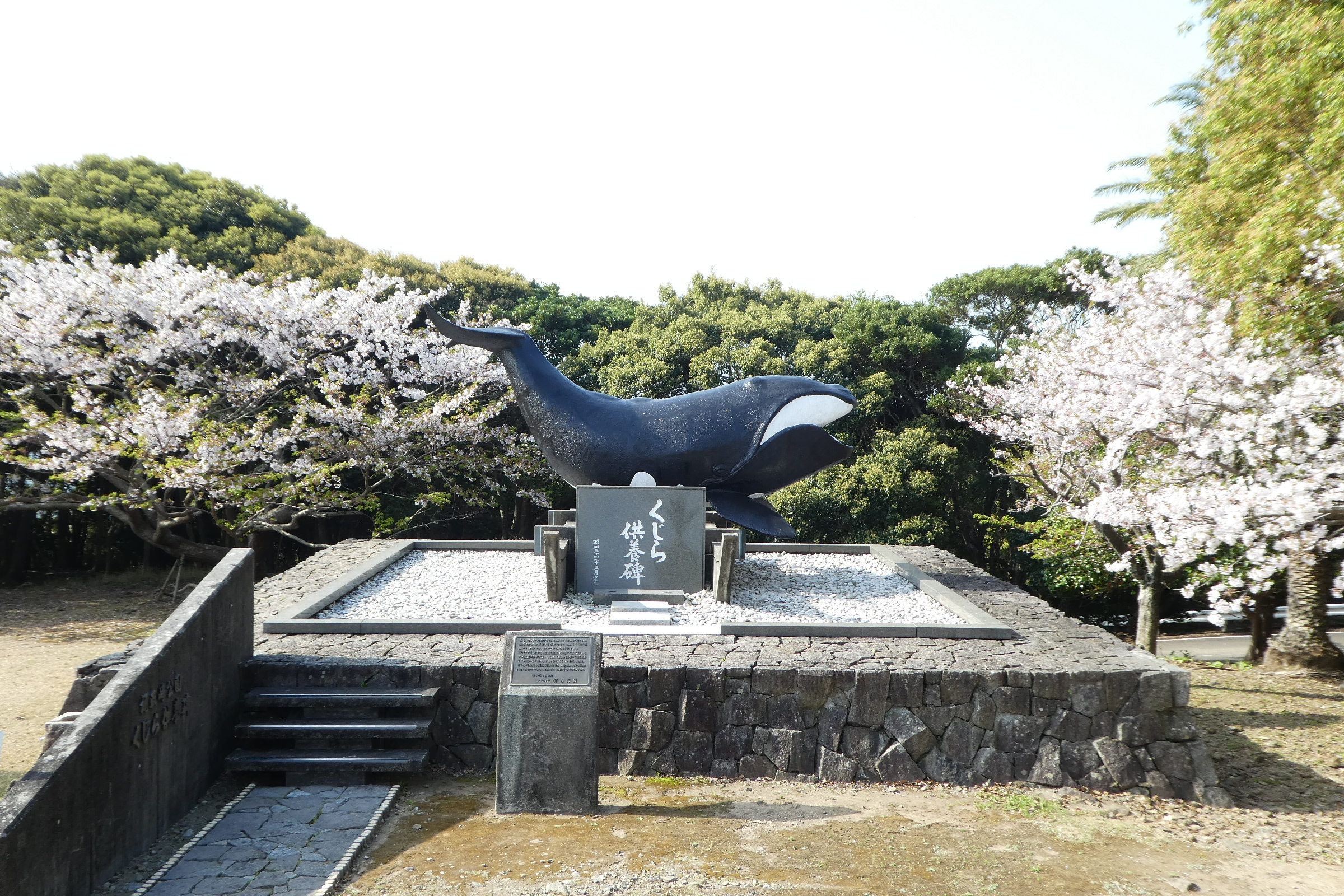
梶取崎くじら供養塔

### 名所・旧跡
主な寺院
- 東明寺
- 順心寺

主な神社
- 飛鳥神社
- 鯨骨鳥居 - 鯨を祀った神社にある鯨骨を用いた鳥居

主な史跡
- 和田頼元墓 - 太地捕鯨の創始者の墓である。和歌山県の史跡に指定されている。附近には和田一族の墓が並んでいる。
- 鯨方漂流人記念碑 - 大瀬美流れの犠牲者の慰霊碑

### 観光スポット
- くじら浜公園
  - 太地町立くじらの博物館
  - 海洋水族館（ドルフィン・ベース）
  - 太地町立石垣記念館 - 当町出身の洋画家である石垣栄太郎の記念館。1991年に妻で評論家でもある石垣綾子によって設立された。
  - ワールド・ドルフィンリゾート
- 燈明崎 - 古式捕鯨で総指揮所の役割を果たした燈明崎山見台が1992年に復元された。1636年（寛永13年）に、航海の安全の為、鯨油を用いる行灯式灯台を設置[57]。日本初の鯨油を灯す燈明台（灯台）とも言われる[58]。
- 梶取崎
  - 梶取埼灯台がある。
  - くじら供養塔
- 平見台園地・継子投
- 落合博満野球記念館（2020年（令和2年）6月20日から長期休館）
- グリーンピア南紀（2003年閉館）

温泉
- 太地温泉
- 夏山温泉 - 当町の飛び地夏山にある温泉である。

## 文化・名物

### 祭事・催事
くじら踊り
毎年8月15日に行われるもので、和歌山県の無形民俗文化財に指定されている。1670年（寛文10年）ころから鯨方の出初式に行われていた踊りである。
太地浦勇魚祭
毎年8月14日に太地浦で行われる古式捕鯨の再現。「網掛け突き捕り捕鯨法」をおよそ9mの鯨模型と勢子舟を使って再現するもの。

### 捕鯨文化
「くじらの町」と称し、1969年に太地町立くじらの博物館を建設し、2016年には鯨に関する文化が「鯨とともに生きる」として日本遺産に認定されるなど、鯨を目玉とした観光の振興への取り組みが見られる。太地町には漁業協同組合直営のスーパーマーケットもあり、鯨肉も売られている。また、町章はクジラからデザインされ、町のマスコットキャラクターはゴンドウクジラである。クジラやゴンドウクジラ、イルカを用いた料理も幾つも伝わる。

## 出身関連著名人
- 石垣栄太郎 - 洋画家
- 太地喜和子 - 女優
- 福嶋久晃 - 元野球選手。プロゴルファー・福嶋晃子・浩子姉妹の父[62]
- 田中太山 - 書画家（テーマ『笑文字』）[63]、太地町観光大使[64]

## 太地町を題材とした作品

### 文芸
- 『深重の海』 津本陽著（新潮文庫、1982年）ISBN 978-4101280011 第79回直木賞受賞作
- 『勇魚』 C・W・ニコル著、村上博基訳（文藝春秋、1987年）のち文庫　ISBN 4-16-309540-3 / ISBN 4-16-309550-0。舞台が太地。ニコルは執筆のために太地に一年余生活した。
- 『鯨の哭く海』 内田康夫著（祥伝社文庫、2005年）ISBN 978-4396332426
- 『巨鯨の海』 伊東潤著、（光文社、2013年4月） ISBN 978-4334928780 [65]
- 『鯨分限』 伊東潤著、（光文社、2015年） ISBN 978-4334910518

### ドラマ
- NHK連続テレビ小説『風見鶏』 - 1977年（昭和52年）10月3日から1978年（昭和53年）4月1日まで放送。大正時代の鯨のもり打ちの娘ヒロイン・ぎんの故郷が太地である[66]。
- BSフジ『浅見光彦シリーズ24 鯨の哭く海』[67][68]

### TV ドキュメンタリー
- NHKスペシャル『クジラと生きる』 - 2011年5月22日放送。太地いさな組合と反捕鯨団体のドキュメンタリー。いさな組合の心中が語られた。

### 映画
- 『鯨捕りの海』 - 記録映画。梅川俊明 監督、1998年。日本の沿岸捕鯨や調査捕鯨の活動や乗組員の暮らしの記録。太地町の元捕鯨船員が当時を語る場面がある[69]。
- 『さゞなみ』 - 2002年。稲子（唯野未歩子）の母・澄江（松坂慶子）は、太地町でカメラ店を単身経営する設定。[70]
- 『town of sun, the black tide and whales』は、2009年、ザ・コーヴ公開の4カ月後に公開された17分の米国製ショートフィルム。監督は Matias Camozzi [71]。太地町の歴史を説明する内容[72]。
- 『ビハインド・ザ・コーヴ 〜捕鯨問題の謎に迫る〜 (洋題：Behind "THE COVE") 』、2016年1月から国内上映開始。2015年八木景子監督・製作の日本初捕鯨問題ドキュメンタリー映画。2015年8月7日メディア試写会[73]。和歌山県太地町を舞台に日本の捕鯨現場を描いた作品[74]。 太地町住民を始め、映画『ザ・コーヴ』の監督ルイ・シホヨスや主演リック・オバリー、シー・シェパードなど反捕鯨団体の幹部インタビューも太地町などで収録。[75]、太地町を舞台にした『ザ・コーヴ』が日本の食文化や伝統を歪めて伝えているとして反証の内容。[75]。
- 『おクジラさま』 - 佐々木芽生監督。2016年公開。太地町でも撮影のドキュメンタリー映画[76][77]。
- 『ボクはボク、クジラはクジラで、泳いでいる。』 - 2018年公開。舞台はくじらの博物館[78]